# Acid Cryptofiler
Pour les articles homonymes, voir Acid.
Acid Cryptofiler est un logiciel de chiffrement conçu par le centre d'expertise DGA Maîtrise de l'information (ex Centre Electronique de l'Armement, CELAR) de la direction générale de l'Armement.
Il est basé sur l'intégration de bibliothèques cryptographiques gouvernementales avec une Interface de programmation CCSD (Couches Cryptographiques de Sécurité de Défense).
Il offre les fonctions suivantes :
- Chiffrement asymétrique sous forme d'archive (Multi-fichiers, multi-destinataires) dites Archives Acid,
- Chiffrement de volume (conteneurs) en mode symétrique et en mode asymétrique,
- Effacement sécurisé.

Il dispose pour les clefs publiques d'une fonction d'annuaire de type LDAP, Active Directory, Http, File Transfer Protocol et Fichier informatique.
Les clefs publiques se présentent sous forme de fichier Trousseau contenant l'ensemble des clefs publiques d'un utilisateur, en effet un utilisateur peut appartenir à différents domaines cryptographiques (un domaine est une bibliothèque CCSD et un jeu de paramètres cryptographiques).
Les clefs privées se présentent également sous la forme d'un fichier Trousseau.
Les clefs sont générées par un centre d'élaboration des clefs sous la responsabilité d'un responsable de la sécurité des systèmes d'information. Le séquestre est réalisé par le centre d'élaboration des clefs. En effet, l'usage d'Acid Cryptofiler est réservé à la protection d'informations sensibles d'organisation. Les données appartenant à l'organisation, elles nécessitent de fait un séquestre.
Ce logiciel, conçu et développé par DGA/MI (ex CELAR) existe depuis 1999 (Version 4, 5, et 7 aujourd'hui[Quand ?]).
Acid Cryptofiler est un logiciel pouvant assurer la protection d'informations sensibles (exemple : « Diffusion Restreinte ») mais pas classifiées de défense. A ce titre l'ANSSI (Agence Nationale de la Securité des Systèmes d'Information) recommande son emploi pour protéger les transmissions de document.